# Wilmot (Arkansas)
Wilmot – miasto w Stanach Zjednoczonych, w stanie Arkansas, w hrabstwie Ashley.